# Ahuroa River
Der  Ahuroa River ist ein Fluss in der Region Northland auf der Nordinsel von Neuseeland.

## Geographie
Der Ahuroa River entspringt ca. 4 Flusskilometer südwestlich des Eintritts des Flusses in die Schlucht des Waipu Gorge. In der Schlucht fällt der Fluss nach rund 600 m mit den Piroa Falls 20 m in die Tiefe und verlässt nach insgesamt 9,5 Flusskilometer die Schlucht und damit den Waipu Gorge Forest, von dem ein Teil als Waipu Gorge Reserve ausgewiesen ist. Nach insgesamt ca. 28 km bildet der Ahuroa River bei der Gemeinde Waipu zusammen mit dem Waihoihoi River den Waipu River.